# Free Standards Group
El Free Standards Group (grupo de estándares libres) es un consorcio de industrias sin ánimo de lucro, para establecer primaria y específicamente la adopción de los estándares libres y abiertos.
Todos los estándares desarrollados por el Grupo de Estándares Libres (FSG) son lanzados bajo términos libres (La Licencia de Documentación Libre GNU, con ningún tipo de texto oculto o secciones desvariantes). 
En enero, 22, 2007, El grupo de estándares libres y la OSDL emergieron para conformar la "Linux Foundation", Compartiendo su interés para promover a GNU/Linux en la competición con Microsoft Windows.

## Grupos de trabajo
Responsabilidades de la FSG para los siguientes grupos de trabajo ha sido transferido a "The Linux Foundation"
- The Open Internationalization Initiative (OpenI18N) es un estándar que crea la fundación para la globalización de las distribuciones y aplicaciones
- "The Linux Assigned Names and Numbers Authority (LANANA)"
- "OpenPrinting" está creando una escalable arquitectura de alto nivel y requerimientos para estandarizar los sistemas de impresión.
- Accessibility está desarrollando estándares de accesibilidad para las plataformas libres y abiertas.
- "Open Cluster" está definiendo un conjunto de interfaces de "cluster" abiertas.
- The DWARF Debugging Format Standard

## Miembros corporativos
- AMD
- Dell Computer
- Hewlett-Packard
- Intel
- IBM
- Mandriva
- Miracle Linux
- Google
- MontaVista
- Oracle
- Red Hat
- SCO Group
- Sun Microsystems
- Novell (A través de la adquisición de SUSE)
- Turbolinux
- VA Software

## Miembros sin ánimo de lucro
- Japan Linux Association
- Linux International
- Linux Professional Institute (LPI)
- OSDL
- PC Open Architecture Developers' Group (OADG)
- Software in the Public Interest (SPI)
- Software Liberty Association of Taiwan (SLAT)
- The Open Group
- USENIX Association